# Изолированная недостаточность 17,20-лиазы
Изолированная недостаточность 17,20-лиазы — редкое аутосомно-рецессивное генное и эндокринное заболевание, которое характеризуется полной или частичной потерей активности 17,20-лиазы и, в свою очередь, нарушением производства половых гормонов, андрогенов и эстрогенов. Это состояние проявляется в виде гениталий промежуточного типа у мужчин, и у обоих полов — в виде частичного или отсутствующего полового созревания, что приводит к относительно детской внешности во взрослом возрасте (без лечения).
В отличие от ВГКН вследствие недостаточности 17-альфа-гидроксилазы, изолированная недостаточность 17,20-лиазы не влияет на выработку глюкокортикоидов (или уровень минералокортикоидов) и по этой причине не приводит к гиперплазии надпочечников или гипертонии.

## Симптомы
Симптомы изолированного дефицита 17,20-лиазы у мужчин включают гениталии промежуточного типа и в случаях неполного дефицита, когда происходит частичная вирилизация, гинекомастию вплоть до пятой стадии по шкале Таннера (из-за низкого уровня андрогенов, что приводит к недостаточному подавлению эстрогенов); у женщин аменорея или, в случае только частичного дефицита, просто нерегулярные менструации и кисты в яичниках (из-за чрезмерной стимуляции высоким уровнем гонадотропинов); и у обоих полов: гипергонадотропный гипогонадизм (гипогонадизм, несмотря на высокий уровень гонадотропинов), отсроченный, нарушенный или полностью отсутствующий адренархе и половое созревание с ассоциированным снижением или полным отсутствием развития вторичных половых признаков, нарушение фертильности или полная стерильность, высокий рост (из-за отсроченного эпифизарного закрытия), евнухоидные скелетные пропорции, отсроченное или отсутствующее созревание кости и остеопороз.

## Причины
Изолированная недостаточность 17,20-лиазы является редким заболеванием, с небольшим количеством подтвержденных случаев, вызванным генетическими мутациями в гене CYP17A1, но не затрагивающим 17α-гидроксилазу.
Наблюдаемые физиологические аномалии состояния включают заметно повышенные сывороточные уровни прогестагенов, таких как прогестерон и 17α-гидроксипрогестерон (из-за повышенной доступности предшественников для синтеза андрогена и эстрогена), очень низкие или полностью отсутствующие периферические концентрации андрогенов (таких как дегидроэпиандростерон (DHEA), андростендион, тестостерон) и эстрогенов (такие как эстрадиол (из-за отсутствия активности 17,20-лиазы, которая необходима для их продукции), а также высокие концентрации в сыворотке гонадотропинов, фолликулостимулирующего гормона и лютеинизирующего гормона (из-за отсутствия отрицательной обратной связи вследствие отсутствия половых гормонов).

## Лечение
Если у пациента мужская гендерная идентичность, то пациента с гипоплазией клеток Лейдига можно лечить заместительной гормональной терапией (то есть андрогенами), которая приведет к нормальному половому развитию и устранению большинства симптомов. В случае когда пациент идентифицирует себя как женщина, вместо этого следует назначать эстрогены.